# Jeffrey Garcia
Jeffrey Garcia (La Puente, 3 maggio 1977) è un doppiatore e cabarettista statunitense.
Nel 2004 ha vinto l'Annie Award per Le avventure di Jimmy Neutron.
Nel 2002 ha sposato Lisa da cui ha poi divorziato nel 2013. Dal loro matrimonio sono nati due figli: Savannah e Joseph.

## Filmografia parziale
- Jimmy Neutron - Ragazzo prodigio (2001) - Sheen Estevez
- Le avventure di Jimmy Neutron (2002-2006) - Sheen Estevez
- Happy Feet (2006) - voce
- Planet Sheen (2010-2013) - Sheen Estevez
- Happy Feet 2 (2011) - voce

## Doppiatori italiani
- Riccardo Rossi in Jimmy Neutron - Ragazzo prodigio
- Diego Sabre in Le avventure di Jimmy Neutron
- Sergio Lucchetti in Happy Feet
- Alessandro Quarta in Jimmy e Timmy: Amici - Nemici, Jimmy e Timmy: Un cattivo per gioco
- Alessio Cigliano in Planet Sheen
- Franco Mannella in Happy Feet 2
- Jacopo Calatroni in Jimmy e Timmy: L'altra dimensione